# Euroliga Femenina 2017-18
La Euroliga Femenina 2017–18 fue la 60ª edición de este campeonato europeo femenino de baloncesto organizado por la FIBA, y es la 21ª edición desde que se renombró a Euroliga Femenina.

## Equipos
Un total de 18 equipos de 10 países participan en la Euroliga Femenina de 2017–18. (EF: actuales campeonas de la Euroliga Femenina; CE: actuales campeonas de la Copa Europea Femenina):
| Liga regular              | Liga regular         | Liga regular   | Liga regular        |
| ------------------------- | -------------------- | -------------- | ------------------- |
| Yakın Doğu ÜniversitesiCE | Dynamo KurskEF       | Castors Braine | Wisła Can-Pack      |
| Fenerbahçe                | Nadezhda Orenburg    | USK Praha      | Perfumerías Avenida |
| Galatasaray               | ESBVA-LM             | Sopron Basket  |                     |
| UMMC Ekaterinburg         | Tango Bourges Basket | Familia Schio  |                     |
| Fase previa               |                      |                |                     |
| Basket Lattes             | KSC Szekszárd        | CCC Polkowice  | Piešťanské Čajky    |

## Calendario
El calendario de la competición que se seguirá es el siguiente:
| Fase             | Ronda                     | Sorteo             | Fechas                                |
| ---------------- | ------------------------- | ------------------ | ------------------------------------- |
| Fase previa      | Ida                       | 4 de julio de 2017 | 26 de septiembre de 2017              |
| Fase previa      | Vuelta                    | 4 de julio de 2017 | 29 de septiembre–3 de octubre de 2017 |
| Liga regular     | Jornada 1                 | 4 de julio de 2017 | 11 de octubre de 2017                 |
| Liga regular     | Jornada 2                 | 4 de julio de 2017 | 18–19 de octubre de 2017              |
| Liga regular     | Jornada 3                 | 4 de julio de 2017 | 25 de octubre de 2017                 |
| Liga regular     | Jornada 4                 | 4 de julio de 2017 | 1 de noviembre de 2017                |
| Liga regular     | Jornada 5                 | 4 de julio de 2017 | 22–23 de noviembre de 2017            |
| Liga regular     | Jornada 6                 | 4 de julio de 2017 | 29 de noviembre de 2017               |
| Liga regular     | Jornada 7                 | 4 de julio de 2017 | 6–7 de diciembre de 2017              |
| Liga regular     | Jornada 8                 | 4 de julio de 2017 | 13–14 de diciembre de 2017            |
| Liga regular     | Jornada 9                 | 4 de julio de 2017 | 20 de diciembre de 2017               |
| Liga regular     | Jornada 10                | 4 de julio de 2017 | 3–4 de enero de 2018                  |
| Liga regular     | Jornada 11                | 4 de julio de 2017 | 10–11 de enero de 2018                |
| Liga regular     | Jornada 12                | 4 de julio de 2017 | 17 de enero de 2018                   |
| Liga regular     | Jornada 13                | 4 de julio de 2017 | 24–25 de enero de 2018                |
| Liga regular     | Jornada 14                | 4 de julio de 2017 | 31 de enero de 2018                   |
| Cuartos de final | Primer partido            | 4 de julio de 2017 | 28 de febrero de 2018                 |
| Cuartos de final | Segundo partido           | 4 de julio de 2017 | 7 de marzo de 2018                    |
| Cuartos de final | Tercer partido (eventual) | 4 de julio de 2017 | 14 de marzo de 2018                   |
| Final Four       | Semifinales               | 4 de julio de 2017 | 20 de abril de 2018                   |
| Final Four       | Final                     | 4 de julio de 2017 | 22 de abril de 2018                   |

### Sorteo
El sorteo se celebró el 4 de julio de 2017, en la sede de la FIBA en Múnich, Alemania. Los 16 equipos fueron agrupados en 8 bombos, con base en sus actuaciones en las competiciones europeas en las últimas tres temporadas. Entonces, se sortearon en dos grupos de ocho equipos.
| Equipo            |
| ----------------- |
| UMMC Ekaterinburg |
| Dynamo Kursk      |

| Equipo     |
| ---------- |
| USK Praha  |
| Fenerbahçe |

| Equipo               |
| -------------------- |
| Nadezhda Orenburg    |
| Tango Bourges Basket |

| Equipo        |
| ------------- |
| Galatasaray   |
| Familia Schio |

| Equipo              |
| ------------------- |
| ESBVA-LM            |
| Perfumerías Avenida |

| Equipo         |
| -------------- |
| Wisła Can-Pack |
| Castors Braine |

| Equipo                  |
| ----------------------- |
| Sopron Basket           |
| Yakın Doğu Üniversitesi |

| Equipo        |
| ------------- |
| CCC Polkowice |
| Basket Lattes |

## Fase previa
| Equipo 1         | Agr.    | Equipo 2      | Ida   | Vuelta |
| ---------------- | ------- | ------------- | ----- | ------ |
| Piešťanské Čajky | 106–147 | CCC Polkowice | 46–71 | 60–76  |
| KSZ Szekszárd    | 151–165 | Basket Lattes | 80–79 | 71–86  |

## Liga regular
La liga regular comenzó el 11 de octubre de 2017 y finalizará el 31 de enero de 2018. Los primeros cuatro equipos de cada grupo se clarifican para los cuartos de final. Los equipos que queden en las posiciones 5 y 6 serán transferidos a la Copa Europea Femenina de la FIBA 2017-18.

### Grupo A
| Pos. | Equipo               | PJ | G  | P  | GF   | GC   | DG   | Pts | Clasificación                 |  | KUR   | SOP   | USK    | BOU   | GAL    | VIL   | POL   | CAS   |
| ---- | -------------------- | -- | -- | -- | ---- | ---- | ---- | --- | ----------------------------- |  | ----- | ----- | ------ | ----- | ------ | ----- | ----- | ----- |
| 1    | Dynamo Kursk         | 14 | 14 | 0  | 1218 | 920  | +298 | 28  | Cuartos de final              |  | —     | 86–66 | 109–88 | 94–63 | 102–45 | 83–68 | 83–73 | 84–68 |
| 2    | Sopron Basket        | 14 | 10 | 4  | 1014 | 940  | +74  | 24  | Cuartos de final              |  | 74–88 | —     | 71–79  | 57–50 | 72–55  | 82–56 | 70–53 | 83–59 |
| 3    | ZVVZ USK Praha       | 14 | 8  | 6  | 1015 | 1020 | −5   | 22  | Cuartos de final              |  | 56–88 | 61–77 | —      | 64–61 | 83–80  | 88–51 | 72–66 | 67–68 |
| 4    | Tango Bourges Basket | 14 | 7  | 7  | 959  | 948  | +11  | 21  | Cuartos de final              |  | 65–76 | 76–65 | 86–72  | —     | 72–74  | 64–60 | 82–72 | 62–52 |
| 5    | Galatasaray          | 14 | 6  | 8  | 980  | 1088 | −108 | 20  | Transferido a la Copa Europea |  | 67–92 | 73–75 | 82–77  | 61–79 | —      | 69–64 | 67–72 | 87–76 |
| 6    | ESBVA-LM             | 14 | 5  | 9  | 904  | 990  | −86  | 19  | Transferido a la Copa Europea |  | 57–63 | 73–83 | 59–72  | 64–55 | 76–62  | —     | 65–60 | 81–71 |
| 7    | CCC Polkowice        | 14 | 3  | 11 | 952  | 1041 | −89  | 17  | Eliminado                     |  | 70–98 | 70–73 | 51–61  | 71–66 | 77–86  | 61–69 | —     | 80–66 |
| 8    | Castors Braine       | 14 | 3  | 11 | 949  | 1044 | −95  | 17  | Eliminado                     |  | 60–72 | 61–66 | 71–75  | 66–78 | 71–72  | 77–61 | 83–76 | —     |

 Fuente: FIBA.com
Criterios de clasificación: 1) Puntos; 2) Enfrentamientos directos; 3) Puntos de diferencia directos; 4) Puntos de diferencia en el grupo; 5) Puntos anotados; 6) Suma de cocientes de puntos anotados y puntos permitidos en cada partido de la temporada regular.

### Grupo B
| Pos. | Equipo                  | PJ | G  | P  | GF   | GC   | DG   | Pts | Clasificación                 |  | YAK   | EKA    | FEN   | FAM   | AVE   | NAD   | WIS   | BLM    |
| ---- | ----------------------- | -- | -- | -- | ---- | ---- | ---- | --- | ----------------------------- |  | ----- | ------ | ----- | ----- | ----- | ----- | ----- | ------ |
| 1    | Yakın Doğu Üniversitesi | 14 | 12 | 2  | 1085 | 931  | +154 | 26  | Cuartos de final              |  | —     | 70–79  | 72–61 | 67–64 | 80–56 | 93–71 | 87–59 | 81–61  |
| 2    | UMMC Ekaterinburg       | 14 | 11 | 3  | 1057 | 842  | +215 | 25  | Cuartos de final              |  | 82–77 | —      | 71–73 | 64–50 | 60–50 | 96–53 | 79–68 | 100–46 |
| 3    | Fenerbahçe              | 14 | 10 | 4  | 986  | 959  | +27  | 24  | Cuartos de final              |  | 65–76 | 80–77  | —     | 83–77 | 68–56 | 67–61 | 87–78 | 79–63  |
| 4    | Familia Schio           | 14 | 7  | 7  | 914  | 879  | +35  | 21  | Cuartos de final              |  | 65–72 | 55–68  | 62–49 | —     | 60–50 | 78–64 | 59–68 | 61–55  |
| 5    | Perfumerías Avenida     | 14 | 7  | 7  | 846  | 834  | +12  | 21  | Transferido a la Copa Europea |  | 62–67 | 56–43  | 65–64 | 65–58 | —     | 67–58 | 62–57 | 64–34  |
| 6    | Nadezhda Orenburg       | 14 | 4  | 10 | 935  | 1017 | −82  | 18  | Transferido a la Copa Europea |  | 76–81 | 54–64  | 64–66 | 46–76 | 89–78 | —     | 67–61 | 100–56 |
| 7    | Wisła Can-Pack          | 14 | 4  | 10 | 928  | 974  | −46  | 18  | Eliminado                     |  | 74–82 | 49–74  | 62–68 | 72–74 | 52–48 | 58–63 | —     | 85–67  |
| 8    | Basket Lattes           | 14 | 1  | 13 | 807  | 1122 | −315 | 15  | Eliminado                     |  | 56–80 | 61–100 | 75–76 | 56–75 | 44–67 | 76–69 | 57–85 | —      |

 Fuente: FIBA.com
Criterios de clasificación: 1) Puntos; 2) Enfrentamientos directos; 3) Puntos de diferencia directos; 4) Puntos de diferencia en el grupo; 5) Puntos anotados; 6) Suma de cocientes de puntos anotados y puntos permitidos en cada partido de la temporada regular.

## Cuartos de final
| Equipo 1                | Series | Equipo 2             | 1.er partido | 2.º partido | 3.er partido |
| ----------------------- | ------ | -------------------- | ------------ | ----------- | ------------ |
| Dynamo Kursk            | 2–0    | Familia Schio        | 73–61        | 73–60       |              |
| Sopron Basket           | 2–1    | Fenerbahçe           | 55–60        | 78–72       | 67–46        |
| Yakın Doğu Üniversitesi | 2–0    | Tango Bourges Basket | 83–67        | 85–66       |              |
| UMMC Ekaterinburg       | 2–0    | ZVVZ USK Praha       | 97–70        | 73–54       |              |

## Final four
|  | Semifinales 20 de abril | Semifinales 20 de abril |                   |    | Final 22 de abril | Final 22 de abril |
|  |                         |                         |                   |    |                   |                   |
|  |                         |                         |                   |    |                   |                   |
|  |                         |                         |                   |    |                   |                   |
|  | Dynamo Kursk            | 77                      |                   |    |                   |                   |
|  | Dynamo Kursk            | 77                      |                   |    |                   |                   |
|  | UMMC Ekaterinburg       | 84                      |                   |    |                   |                   |
|  | UMMC Ekaterinburg       | 84                      | UMMC Ekaterinburg | 72 |                   |                   |
|  |                         |                         | UMMC Ekaterinburg | 72 |                   |                   |
|  |                         | Sopron Basket           | 53                |    |                   |                   |
|  | Sopron Basket           | Sopron Basket           | 53                | 68 |                   |                   |
|  | Sopron Basket           |                         |                   | 68 |                   |                   |
|  | Yakın Doğu Üniversitesi | 65                      |                   |    |                   |                   |
|  | Yakın Doğu Üniversitesi | 65                      | Tercer lugar      |    |                   |                   |
|  |                         |                         |                   |    |                   |                   |
|  |                         |                         |                   |    |                   |                   |
|  |                         |                         |                   |    |                   |                   |
|  | Dynamo Kursk            | 87                      |                   |    |                   |                   |
|  | Dynamo Kursk            | 87                      |                   |    |                   |                   |
|  | Yakın Doğu Üniversitesi | 82                      |                   |    |                   |                   |

### Semifinales
| 20 de abril de 2018, 17:00 (UTC+2) | Dynamo Kursk                              | 77–84                | UMMC Ekaterinburg                         |                                                                                               |  |
|                                    | Parciales: 21–23, 22–19, 16–27, 18–15     |                      |                                           |                                                                                               |  |
|                                    | Estadísticas McCoughtry 26 Ciak 11 Cruz 5 | Reporte Pts Reb Asts | Estadísticas Moore 28 Meesseman 8 Moore 5 | Pabellón: Aréna Sopron, Sopron Árbitros: Vasiliki Tsaroucha Martin Horozov Mārtiņš Kozlovskis |  |

| 20 de abril de 2018, 20:00 (UTC+2) | Sopron Basket                                 | 68–65                | Yakın Doğu Üniversitesi                               |                                                                                       |  |
|                                    | Parciales: 19–12, 21–18, 16–16, 12–19         |                      |                                                       |                                                                                       |  |
|                                    | Estadísticas Turner 19 Crvendakić 11 Turner 4 | Reporte Pts Reb Asts | Estadísticas Vandersloot 15 Lavender 10 Vandersloot 5 | Pabellón: Aréna Sopron, Sopron Árbitros: Jasmina Juras Fernando Calatrava Yohan Rosso |  |

### Third place game
| 22 de abril de 2018, 17:00 (UTC+2) | Dynamo Kursk                              | 87–82                | Yakın Doğu Üniversitesi                              |                                                                       |  |
|                                    | Parciales: 19–20, 27–24, 29–22, 12–16     |                      |                                                      |                                                                       |  |
|                                    | Estadísticas Petrović 24 Vadeeva 7 Cruz 8 | Reporte Pts Reb Asts | Estadísticas Eldebrink 21 Lavender 9 Hollingsworth 4 | Pabellón: Sopron Árbitros: Yohan Rosso Andrada Csender Martin Horozov |  |

### Final
| 22 de abril de 2018, 20:00 (UTC+2) | UMMC Ekaterinburg                                      | 72–53                | Sopron Basket                                         |                                                                                |  |
|                                    | Parciales: 22–15, 20–15, 11–12, 19–11                  |                      |                                                       |                                                                                |  |
|                                    | Estadísticas Meesseman 19 Meesseman 9 Moore, Toliver 7 | Reporte Pts Reb Asts | Estadísticas Turner 21 Jovanović, Page 7 Salvadores 4 | Pabellón: Sopron Árbitros: Jasmina Juras Vasiliki Tsaroucha Mārtiņš Kozlovskis |  |

| Campeonas de la Euroliga Femenina 2017–18 |
| ----------------------------------------- |
| UMMC Ekaterinburg 4º título               |